# Léontine Massart
Pour les articles homonymes, voir Massart.
Léontine Massart, née le 12 mars 1885 à Bruxelles et morte le 23 décembre 1980 dans le 16e arrondissement de Paris, est une actrice de cinéma et de théâtre belge naturalisée française.

## Biographie
Découverte par Firmin Gémier lors d'un passage à Bruxelles alors qu'elle jouait dans une troupe d'amateurs, Léontine Massart le rejoint à Paris où elle joue dès 1909 dans la troupe du Théâtre de l'Ambigu et du Théâtre Antoine. Elle mène en parallèle une carrière cinématographique, notamment dans de nombreux films de Camille de Morlhon dont elle fut l'égérie pendant plusieurs années, mais aussi d'Albert Capellani, de Georges Monca ou  d'Henri Andréani.
Léontine Massart était la sœur de Mary Massart.

## Théâtre
- 1909 : La Clairière de Lucien Descaves et Maurice Donnay, Théâtre Antoine
- 1909 : Master Bob, gagnant du Derby d'Henry de Brisay et Marcel Lauras, avec Firmin Gémier
- 1910 : Bagne d'enfants de Pierre Chaine et André de Lorde, Théâtre de l'Ambigu
- 1910 : Nono de Sacha Guitry, Théâtre Antoine
- 1912 : Le Coquelicot de Jean-Joseph Renaud, Théâtre de l'Ambigu
- 1912 : Le Mystère de la chambre jaune de Gaston Leroux, Théâtre de l'Ambigu

## Filmographie partielle
- 1909 : Jeanne d'Arc d'Albert Capellani
- 1909 : Par l'enfant de Camille de Morlhon
- 1910 : Isis de Gaston Velle
- 1910 : Le Tyran de Jérusalem de Camille de Morlhon
- 1910 : Le Bon Patron de Camille de Morlhon
- 1910 : Le Voile du bonheur d'Albert Capellani
- 1910 : Le Violon de grand-père de Michel Carré
- 1910 : Max et la fuite de gaz de Max Linder
- 1910 : Rigadin veut dormir tranquille de Georges Monca
- 1910 : Rigadin a un sosie (Rigadin et son sosie) de Georges Monca
- 1911 : L'Effroyable Châtiment de Yann le troubadour d'Alfred Machin
- 1911 : L'Héritage manqué (Rigadin hérite) de Georges Monca
- 1911 : Rigadin est un galant homme de  Georges Monca
- 1911 : Le Truc de Rigadin  de Georges Monca
- 1911 : Rigadin a perdu son monocle de Georges Monca
- 1911 : Chasse à l'aigrette en Afrique d'Alfred Machin
- 1911 : Cœur de bohémienne de Gérard Bourgeois
- 1911 : L'Envieuse (ou Le Vol) d'Albert Capellani
- 1911 : La Rivale de Richelieu de Gérard Bourgeois
- 1911 : Deux Filles d'Espagne (ou Deux jeunes filles se ressemblent) d'Albert Capellani
- 1911 : Le Siège de Calais d'Henri Andréani
- 1911 : Le Violon de grand-père de Michel Carré
- 1912 : Une intrigue à la cour d'Henri VIII de Camille de Morlhon
- 1912 : La Haine de Fatimeh de Camille de Morlhon
- 1912 : Sa majesté Grippemiche de Georges Denola
- 1912 : Cireurs obstinés de Camille de Morlhon
- 1912 : L'Ambitieuse de Camille de Morlhon
- 1912 : Le Tournoi de l'écharpe d'or d'Henri Andréani
- 1912 : Josette d'Albert Capellani
- 1912 : La Fiancée du spahi (L'oued Naïl) de Camille de Morlhon
- 1912 : Vengeance Kabyle de Camille de Morlhon
- 1912 : Le Fils prodigue[2] de Camille de Morlhon
- 1912 : La Belle Princesse et le marchand de Camille de Morlhon
- 1912 : La Fille des chiffonniers de Georges Monca
- 1913 : La Calomnie de Camille de Morlhon
- 1913 : Don Quichotte de Camille de Morlhon
- 1913 : Le Sacrifice surhumain de Camille de Morlhon
- 1913 : L'Usurier de Camille de Morlhon
- 1913 : La Broyeuse de cœurs de Camille de Morlhon
- 1913 : L'Enfant de la folle de Georges Denola
- 1913 : L'Homme qui assassina d'Henri Andréani avec Firmin Gémier
- 1914 : La Reine Margot de Henri Desfontaines
- 1914 : Le Fleuriste de Toneso de Camille de Morlhon
- 1914 : Sacrifice surhumain de Camille de Morlhon
- 1914 : L'Infamie d'un autre de Camille de Morlhon
- 1915 : Abnégation et forfaiture de Georges Laîné
- 1916 : Cœur de Gavroche de Camille de Morlhon
- 1916 : Les Effluves funestes de Camille de Morlhon
- 1916 : Christophe Colomb de Gérard Bourgeois
- 1916 : Le Jugement de Salomon de Jacques de Baroncelli
- 1919 : Le Calvaire d'une reine de René Leprince et Ferdinand Zecca
- 1922 : Mon p'tit de René Plaissetty